# Markus Wostry
Markus Wostry (* 19. Juli 1992 in Wien) ist ein österreichischer Fußballspieler.

## Karriere

### Verein
Wostry begann seine Karriere beim Favoritner AC. 2001 wechselte er zum FC Admira Wacker Mödling. Zwischen 2002 und 2005 spielte er in der Jugend des FK Austria Wien, danach kehrte er zur Admira zurück. Im November 2009 spielte er gegen den Floridsdorfer AC erstmals für die Amateure der Admira in der Regionalliga. Im März 2010 erzielte er bei einem 2:0-Sieg gegen den SC Neusiedl am See sein erstes Tor in der dritthöchsten Spielklasse. In seiner ersten Saison bei den Amateuren kam er zu 15 Regionalligaeinsätzen.
Im Oktober 2010 stand er gegen den First Vienna FC erstmals im Profikader der Niederösterreicher. Sein Debüt in der zweiten Liga gab er schließlich im April 2011, als er am 29. Spieltag der Saison 2010/11 gegen den Wolfsberger AC in der 36. Minute für Richard Windbichler eingewechselt wurde. Dies blieb sein einziger Saisoneinsatz für die Profis. Für die Amateure kam er in jener Spielzeit zu 29 Regionalligaspielen. Mit der Admira stieg er zu Saisonende in die Bundesliga auf. In der Saison 2011/12 kam er zu 14 Einsätzen für die Amateure und keinem für die Profis. Im Jänner 2012 erlitt er einen Mittelfußbruch, der ihn zu einer langen Pause zwingen sollte. Sein Comeback für die Amateure gab er schließlich im Oktober 2012. Dies blieb allerdings zugleich sein einziger Einsatz in der Saison 2012/13. In der Saison 2013/14 war Wostry schließlich wieder fit und kam so zu 19 Regionalligaeinsätzen.
Zur Saison 2014/15 rückte Wostry, der zuvor sein letztes Profispiel im April 2011 absolviert hatte, fest in den Bundesligakader der Admira auf. Sein Debüt in der Bundesliga gab er im August 2014, als er am vierten Spieltag jener Saison gegen die SV Ried in der Nachspielzeit für Thomas Ebner eingewechselt wurde. Im November 2014 stand er gegen den FC Red Bull Salzburg schließlich auch erstmals in der Startelf der Admira. In der Saison 2014/15 kam er insgesamt zu sieben Bundesligaeinsätzen und zwölf für die Amateure in der Regionalliga. In der Saison 2015/16 gelang ihm der Durchbruch bei den Profis, er stand in 35 von 36 Saisonspielen von Beginn an am Platz und fehlte nur ein Spiel gesperrt. Zudem erzielte er im Mai 2016 bei einer 3:1-Niederlage gegen Austria Wien sein erstes Tor in der höchsten Spielklasse. Mit der Admira beendete er die Saison als Vierter und qualifizierte sich so für den Europacup. In der Qualifikation zur UEFA Europa League scheiterte er mit der Admira in der dritten Runde an Slovan Liberec. Wostry kam in allen sechs Spielen der Admira zum Einsatz und erzielte im Erstrundenrückspiel gegen den TJ Spartak Myjava auch einen Treffer. In der Saison 2016/17 kam er in der Liga zu 33 Einsätzen. In der Saison 2017/18 war er bis zur Winterpause wie in den vorherigen Saisonen Stammspieler, ehe er, nachdem sein Abgang nach Saisonende feststand, von Trainer Ernst Baumeister aussortiert wurde. Ab April 2018 wurde Wostry allerdings wieder eingesetzt. Zu Saisonende hatte er schließlich 24 Bundesligaeinsätze zu Buche stehen, in denen er vier Tore erzielte.
Zur Saison 2018/19 wechselte er zum Ligakonkurrenten LASK, bei dem er einen bis Juni 2021 laufenden Vertrag erhielt. Mit den Oberösterreichern nahm er in jener Spielzeit an der Qualifikation zur Europa League teil, in der man jedoch in der dritten Runde an Beşiktaş Istanbul scheiterte. Beim LASK konnte er sich in seiner ersten Saison nicht durchsetzen und kam nur zu acht Ligaeinsätzen. Als Vizemeister nahm er mit dem Verein in der darauffolgenden Saison an der Qualifikation zur UEFA Champions League teil, bei der man im Playoff am FC Brügge scheiterte und in die Gruppenphase der Europa League abrutschte. In dieser gab Wostry im September 2019 gegen Rosenborg Trondheim sein Debüt. In der Liga absolvierte er in der Spielzeit 2019/20 elf Spiele und wurde zu Saisonende mit dem LASK Vierter.
Zur Saison 2020/21 wechselte er zum Zweitligisten FC Wacker Innsbruck, bei dem er einen bis Juni 2021 laufenden Vertrag erhielt. Für Wacker kam er allerdings verletzungsbedingt nur zehnmal zum Einsatz. Nach der Saison 2020/21 verließ er die Tiroler.
Daraufhin schloss er sich zur Saison 2021/22 dem Regionalligisten First Vienna FC an. Für die Vienna kam er in der Saison 2021/22 zu sieben Einsätzen in der Ostliga, in denen er ein Tor erzielte. Zu Saisonende stieg er mit den Wienern in die 2. Liga auf. Nach dem Aufstieg verließ er die Vienna allerdings. Nach einem Jahr ohne Klub wechselte er zur Saison 2023/24 dann zum sechstklassigen Badener AC.

### Nationalmannschaft
Wostry absolvierte im September 2009 ein Spiel für die österreichische U-18-Auswahl.